# インプレグナブル (戦列艦・1786年)
| インプレグナブル | インプレグナブル |
| 艦歴             | 艦歴 |
| ---------------- | --- |
| 運用者           | イギリス海軍 |
| 建造             | デットフォード工廠 |
| 発注             | 1780年9月13日 |
| 起工             | 1781年10月 |
| 進水             | 1786年4月15日 |
| その後           | 1799年難破 |
| 戦歴             | 栄光の6月1日 |
| 性能諸元         | |
| クラス           | ロンドン級 98門2等戦列艦 |
| トン数           | 186647⁄94bm |
| 全長             | 砲列甲板：177ft 6in(54.1m) |
| 全幅             | 49ft (14.9m) |
| 深さ             | 船倉：21ft (6.4m) |
| 推進             | 帆走（3本マストシップ） |
| 兵装             | 98門： 上砲列：12ポンド（5kg）砲30門 中砲列：18ポンド（8kg）砲30門 下砲列：32ポンド（15kg）砲28門 後甲板：12ポンド（5kg）砲8門 船首楼：12ポンド（5kg）砲2門 |

インプレグナブル (HMS Impregnable) はイギリス海軍の98門2等戦列艦。1799年にスピットヘッドの近くで難破した。

## 建造
インプレグナブルの建造は1780年9月13日デットフォード工廠に発注された。マーチ・ヘイズが責任者として建造を指揮し、1785年3月からはヘンリー・ピークがその責を担った。この船の竜骨は1781年10月に敷かれ、進水は1786年4月15日だった。全ての艤装が完了したのは1786年5月2日で、建造にかかった費用は54,531ポンド18シリング4ペンスだった。この金額には装備や帆の仕立てにかかった費用も含まれている。

## 艦歴とエピソード
インプレグナブルは1787年10月にトマス・プリングル艦長のもとで就役した。1788年からはプリマスで警備艦として用いられ、港湾司令官のトマス・グレーブス提督の旗艦となった。1790年5月には海峡艦隊に派出された。
フランス革命戦争期になると、この船はベンジャミン・コールドウェル提督の旗艦として、栄光の6月1日に参加した。

## その後
インプレグナブルは1799年10月18日にチチェスター沖合で失われた。この船は12隻の商船をリスボンからワイト島まで護衛した後、スピットヘッドに向けて航海していた。航海長のマイケル・ジェンキンスは夜間にスピットヘッドに近づくことを憂慮していたが、結果としてインプレグナブルはチチェスターの砂州に乗り上げた。艦長のジョナサン・ファルクナーは、マストを切り落として船を軽くするよう命じ、船を錨で繋ぎとめる試みが行われた。夜明けとともに、乗組員達は船が1マイルほど流されて砂州の中央に位置する、ラングストン・ハーバーにほど近い干潟の中で横たわっていることを知った。次の日、船の漏水が発見された。
ファルクナーは船が修理不可能であることを認識した。小規模な小型船隊がラングストンとスピットヘッド工廠から出航してきて、乗組員、大砲やその他価値のあるものが運び出された。海軍本部は後にインプレグナブルの残骸をポーツマスの商人、A.リンデグレンに売却した。
海軍法廷は10月30日、航海長だったマイケル・ジェンキンスの退役を命じた。